# Fritz Norkauer
Friedrich „Fritz“ Norkauer (* 26. Juni 1887 in München; † 4. Mai 1976 ebenda) war ein deutscher Architekt und Hochschullehrer.

## Wirken
Norkauer wuchs im Münchner Stadtteil Maxvorstadt auf.
Nach dem Studium gründete er 1912 zusammen mit Theo Lechner (1883–1975) ein Architekturbüro. Ab den 1920er Jahren wurden Entwürfe der beiden in zahlreichen Architekturwettbewerben prämiert, so beispielsweise die Wettbewerbsentwürfe für das Walchenseekraftwerk und den Flughafen Oberwiesenfeld. In München arbeitete das Büro an mehreren Wohnungsbauprojekten. Beide waren Vertreter der „Bayerischen Postbauschule“. 1927 errichteten sie auf der Ausstellung „Bayerisches Handwerk“ eines der ersten Flachdach-Wohnhäuser in München. Lechner vertrat zunächst eine moderne Architekturauffassung.
1930 folgte der Ruf an die Hochschule für Baukunst in Weimar, wo er bis 1936 lehrte.
Nach seiner Rückkehr nach Bayern war er freischaffend tätig und entwarf dort Industrie-, Wohn- und behördliche Bauten. Hinzu kamen NS-Wohnbauprojekte im österreichischen Linz. Norkauer stand 1944 in der Gottbegnadeten-Liste des Reichsministeriums für Volksaufklärung und Propaganda.

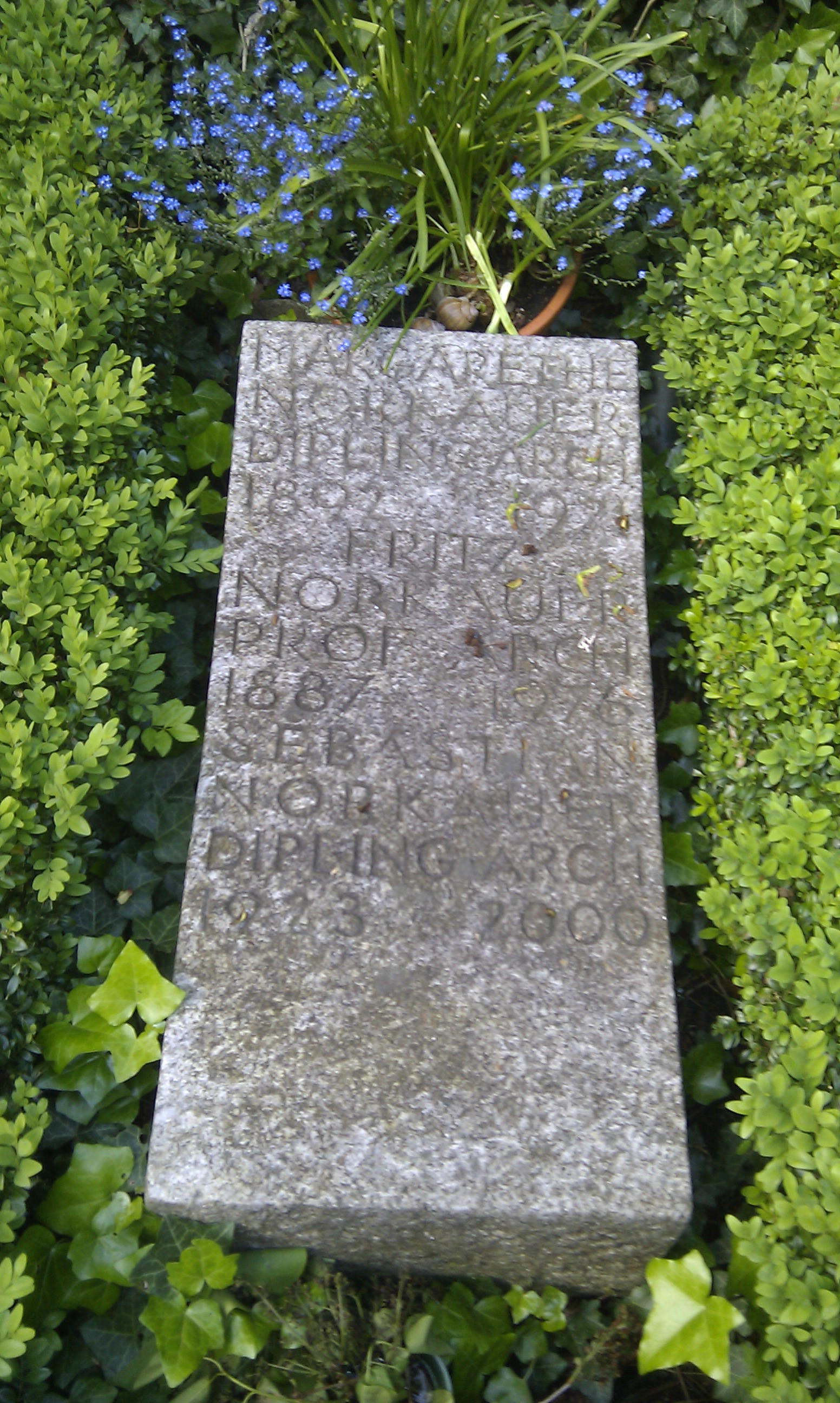
Bodenplatte auf dem Familiengrab

Norkauer war Mitglied im Bund Deutscher Architekten und im Deutschen Werkbund.

## Familie
Norkauer war verheiratet mit Margarethe „Gretel“ Norkauer, selbst diplomierte Architektin, die als erste im Familiengrab auf dem Winthirfriedhof beigesetzt wurde. Norkauers Leichnam wurde 1976 und beider Sohn Sebastian im Jahr 2000 bestattet. Sebastian Norkauer (1923–2000) war ebenfalls Architekt. Er hat das Ehrenmal der Gebirgstruppe auf dem Hohen Brendten entworfen.

## Bauwerke (Auswahl)
- 1914/15: Villa Finckh in Ebenhausen (Schäftlarn), Zeller Straße 19, Privathaus (zusammen mit Theo Lechner)
- 1922: Pfarrhaus, Ebing 108 in Waldkraiburg (zusammen mit Theo Lechner)
- 1924: Reihenhaus Friedrich-Herschel-Straße 12 in München-Bogenhausen (zusammen mit Theo Lechner)
- 1925: Villa Mandlstraße 9 in München-Schwabing-Freimann (zusammen mit Theo Lechner)
- 1925: Postamt Deisenhofen (zusammen mit Robert Vorhoelzer und Theo Lechner)
- 1928–1930: Siedlung Neuharlaching (zusammen mit Theo Lechner, Eugen Dreisch und Wilhelm Scherer)
- 1937–1938: Rasthaus am Chiemsee
- 1940–1942: Wohnblock Leonfeldner Straße 99–107 in Linz-Pöstlingberg (als 2. Teil der Harbachsiedlung)
- 1941–1943: Schörgenhubsiedlung in Linz, Flötzerweg 90–130
- 1942–1943: Wohnanlage Neue Südstadt (Bauteil 2: Brucknerstraße 1) in München (Bauteil 1: Prinzregentenstraße 99–111, von Walter Kratz)
- 1951–1952: Stadthaus I in Hagen